# Nicolas de Largillière
Nicolas de Largillière, född 20 oktober 1656 i Paris, död 20 mars 1746 i Paris, var en fransk konstnär. 

## Biografi
Fadern, som var köpman, tog honom till Antwerpen då han var tre år gammal, och som pojke tillbringade han även nästan två år i London. Försöket att få honom intresserad av affärer misslyckades och han började, efter att ha återvänt till Antwerpen, i Antoine Goubeaus studio, men slutade då han var arton för att söka sin lycka i England, där han blev vän med Peter Lely, som under fyra år anställde honom vid Windsor.
Hans förmåga väckte Karl II:s intresse, som ville anställa honom, men Largillierreskrämdes av ilskan mot katoliker som utlösts av Rye House-komplotten, så han reste till Paris, där han mottogs väl av Charles Le Brun och Cornelis van der Meulen. Trots sin flamländska utbildning fick han ett gott rykte.
Largillierre kom i Paris att vid sidan av Hyacinthe Rigaud bli sin tids mest anlitade porträttmålare. Därutöver har han utfört en mängd religiösa och historiska bilder samt nature morte. År 1705 blev han professor vid Franska konstakademien. Förutom i Paris och London finns målningar av Largillierre i Bremen (Largillierre och hans familj), på Frederiksborg (porträtt av Otte Skeel). På Nationalmuseum finns porträtt av Erik Sparre af Sundby och hans hustru Christina Beata Lilje.